# ジョン・クレイトン (宇宙飛行士)
ジョン・クレイトン(John Oliver Creighton、1943年4月28日-)は、アメリカ航空宇宙局(NASA)の宇宙飛行士である。4度のスペースシャトルのミッションで宇宙を訪れた。

## 私生活
1943年4月28日にテキサス州オレンジで生まれたが、ワシントン州シアトルを故郷と考えている。アーカンソー州リトルロック出身のテリー・スタンフォードと結婚している。

## 教育
1961年にシアトルのバラード高校を卒業した。1966年に海軍兵学校で学士 (理学)、1978年にジョージ・ワシントン大学で科学技術行政の修士号を取った。

## 軍でのキャリア
クレイトンは、海軍兵学校卒業後に飛行訓練を開始し、1967年10月にw:aviator wingを得た。1968年7月から1970年5月までVF-154飛行隊に所属し、F-4Jに乗った。航空母艦レンジャーからベトナムで2度戦闘配置についた。1970年6月から1971年2月まで、メリーランド州のパタクセント・リバー海軍航空基地にある海軍テストパイロット学校に通い、卒業後は同基地のテストパイロットとなった。この2年間の任務で、彼はF-14のエンジン開発に携わった。1973年7月から4年間、クレイトンはVF-2飛行隊に配属され、最初のF-14飛行隊のメンバーとなり、航空母艦エンタープライズから西太平洋で2度戦闘配置についた。1977年7月にアメリカ合衆国に戻り、パタクセント・リバー海軍航空基地でF-14のプログラムマネージャーとして勤めた。
大半をジェット戦闘機で6000時間以上の飛行経験を持ち、500回の空母着艦と175回の航空戦任務を完了した。

## NASAでのキャリア
1978年1月にNASAにより宇宙飛行士候補に選ばれ、1979年8月に宇宙飛行士になった。その後の4年間、スペースシャトル計画を支えるための様々な技術的な役割を担った。最初の宇宙飛行後、Shuttle Program Managerに対する宇宙飛行士の代表となった。続く2年の間に、クレイトンはチャレンジャー号爆発事故後の全ての重要な決定に関わり、安全な有人宇宙飛行の再開に向けた計画立案を支援した。STS-26以降の4回のスペースシャトルのミッションでリードCAPCOMを務めた。1989年3月にはSTS-36の船長に指名されたが、飛行に向けたフルタイムの訓練が始まるまで、ミッションサポート部門の長の仕事を続けた。2度目の宇宙飛行の後、クレイトンは1年間、Operations Development Branchを率い、その後、次のミッションに向けたフルタイムの訓練を始めた。クレイトンは、STS-51-Gで操縦手、STS-36とSTS-48で船長を務め、合計403時間を宇宙で過ごした。1992年7月にNASAと海軍を辞め、2007年にボーイング社も退社した。

### 宇宙飛行
1985年6月17-24日に行われたSTS-51-Gは7日間のミッションで、乗組員は、アラブ衛星通信機構のアラブサット-1B、メキシコのモレロス1号、AT&Tのテルスター3Dの3機の通信衛星を展開した。彼らは、シャトル・リモート・マニピュレータ・システムを用いて、スペースシャトルから切り離され、17時間のX線天文学実験を行ったSPARTAN衛星を展開、回収した。さらに、乗組員は、Automated Directional Solidification Furnace (ADSF)と6つのGetaway Specialsを起動して生医学実験を行い、またStrategic Defense Initiativeの一部としてレーザー追跡実験を行った。地球を112周し、169時間39分続いた。
1990年2月28日-3月4日に行われたSTS-36では、国防総省のペイロードと多数の二次ペイロードが宇宙に運ばれた。地球を72周し、106時間19分43秒続いた。
1991年9月12-18日のSTS-48は5日間のミッションで、上層大気化学、風、エネルギー入力の最初の完全なデータセットを提供するUARS（上層大気観測衛星）が展開された。また、タンパク質結晶成長から無重力で液体や構造がどう反応するかまで、広範な二次研究が行われた。地球を81周し、128時間27分34秒続いた。

## 政治
1997年にワシントン州議会上院の共和党の候補となったが、落選した。

## 名誉等
彼は、ディフェンス・スーピアリアサービスメダル、レジオン・オブ・メリット、殊勲飛行十字章、10個のエア・メダル、w:Armed Forces Expeditionary Medal、w:Gallantry Cross (South Vietnam)、w:NASA Distinguished Service Medal、NASA Leadership Medal、3つのw:NASA Space Flight Medal、フランスのレジオンドヌール勲章、サウジアラビアのKing Fahd Medal等を受章した。